# تولا (المكسيك)
تولا هو موقع أثري في أمريكا الوسطى، وكان مركزًا إقليميًا مهمًا ووصل إلى ذروته كعاصمة لإمبراطورية تولتيك في الفترة بين سقوط تيوتيهواكان وصعود تينوتشتيتلان. لم تتم دراسة المدينة جيدًا مقارنة بالموقعين الآخرين، ولا يزال الخلاف قائما فيما يتعلق بنظامها السياسي ومناطق نفوذها وعلاقاتها بمدن أمريكا الوسطى المعاصرة، خاصة مع مدينة تشيتشن إيتزا.
يقع الموقع قرب مدينة تولا دي الليندي في وادي تولا، في جنوب غرب ولاية هيدالغو المكسيكية، شمال غرب مكسيكو سيتي. يتكون الموقع الأثري من متحف وبقايا مستوطنة سابقة تسمى تولا تشيكو وكذلك الموقع الشعائري الرئيسي المسمى تولا غراندي. أهم آثار المدينة هو هرم كيتزالكواتل، والذي تعلوه أربعة أعمدة من البازلت بارتفاع 4 أمتار (13 قدم) منحوتة على شكل محاربي التولتك. سقطت تولا حوالي عام 1150، ولكن كان لها تأثير كبير في إمبراطورية الآزتيك التي أتت لاحقا، وأغلب تاريخها مروي فقط في الأساطير. يرتبط إله الثعبان الريش كيتزالكواتل بهذه المدينة، وكانت عبادته منتشرة في أغلب منطقة وسط أمريكا في زمن قدوم الإسبان.

## الموقع الأثري

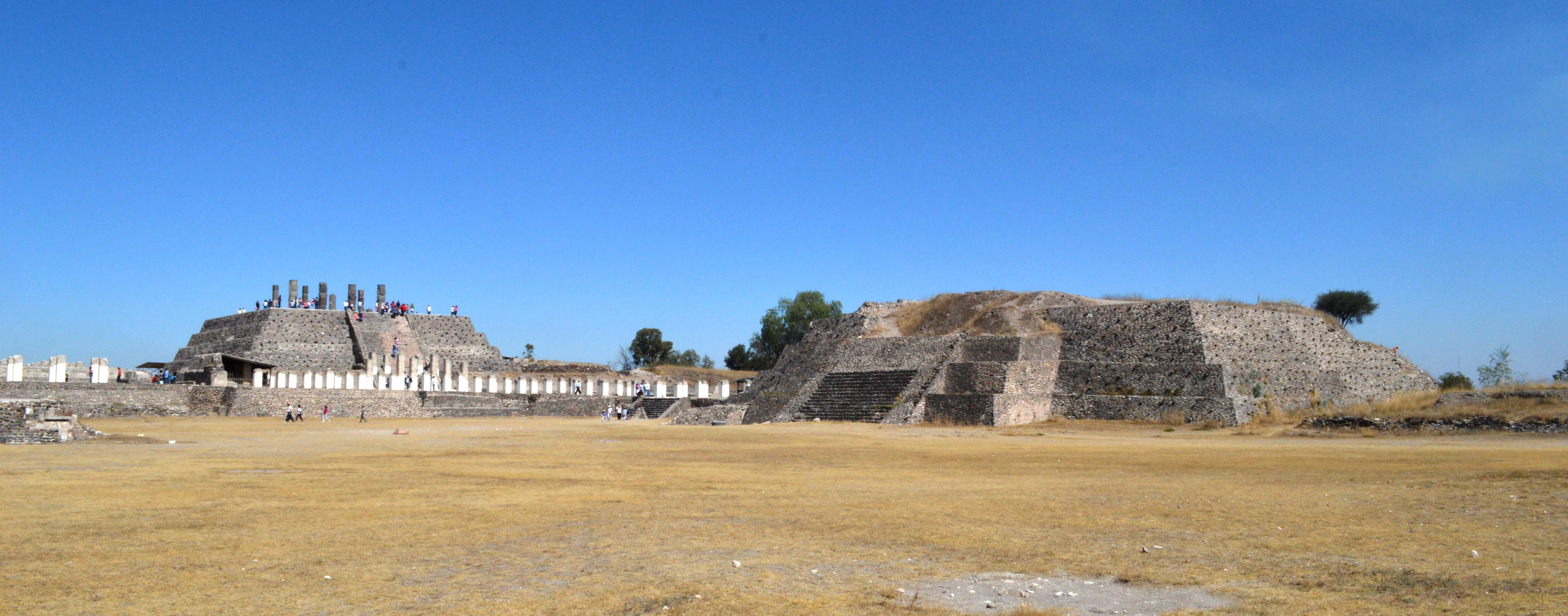
منظر للأهرامات ب وج في تولا غراندي

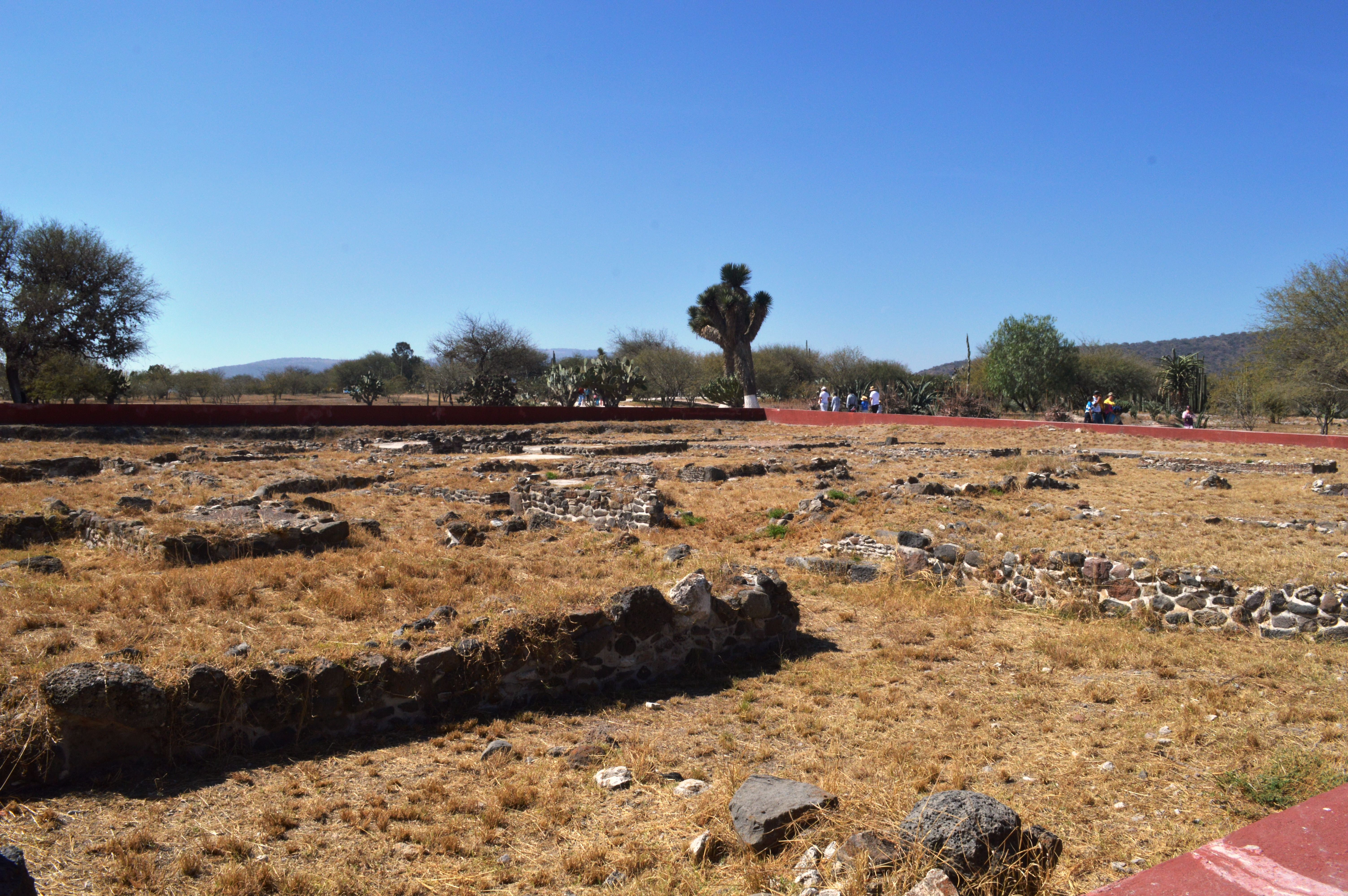
منظر لتولا شيكو

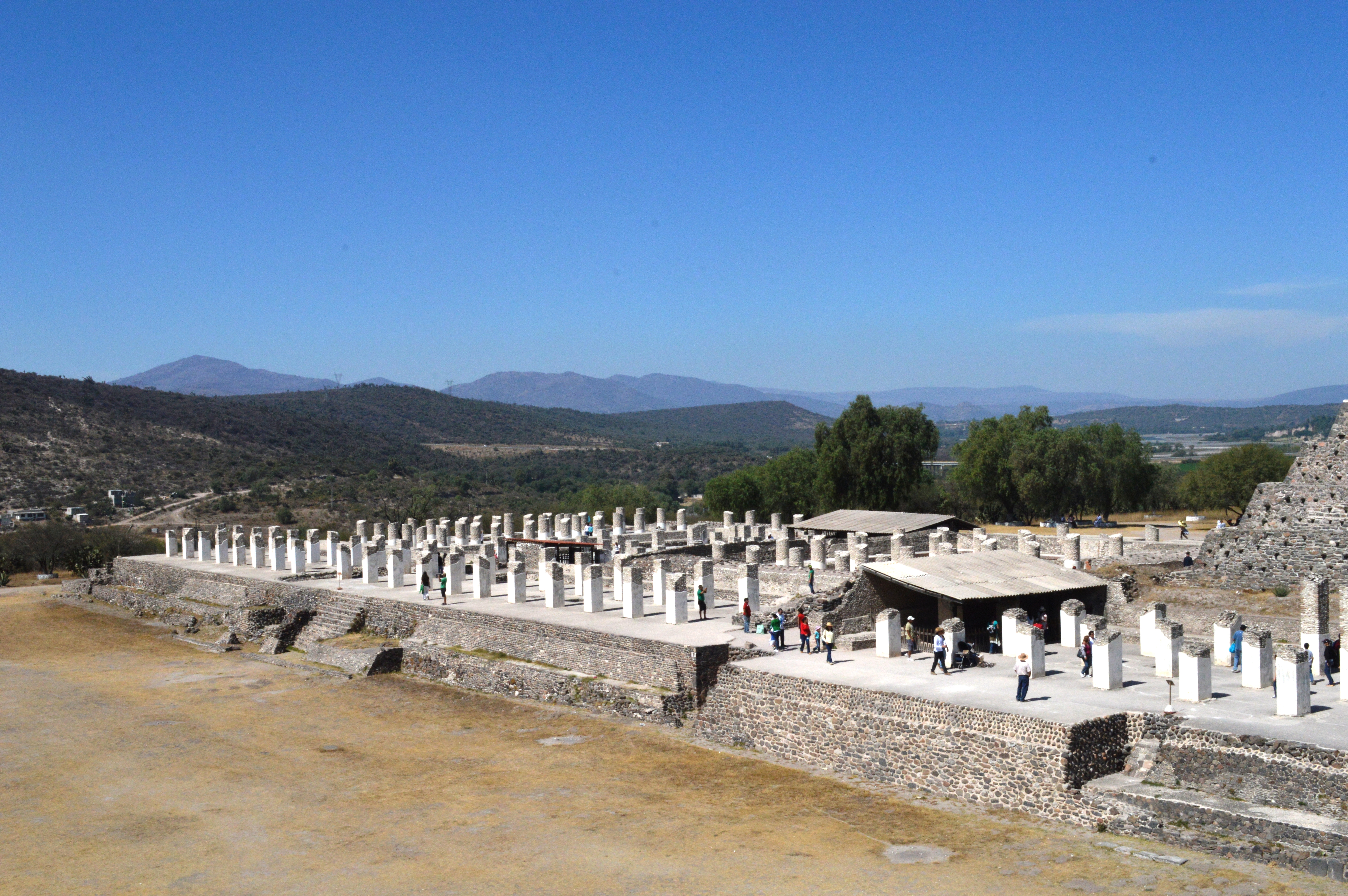
منظر للمبنى ج، ويعرف باسم القصر المحروق

يعد موقع تولا مهمًا في تاريخ وسط أمريكا، خاصة المرتفعات الوسطى في المكسيك، ولكن غطى على شهرته موقعا تيوتيهواكان وتينوتشيتلان.  اسم تولا مشتق من عبارة Tollan Xicocotitlan في لغة ناواتل، والتي تعني «قرب البوط». إلا أن الأزتيك أطلقوا مصطلح Tollan على المراكز الحضرية، وكان يستخدم أيضًا للإشارة إلى مواقع أخرى مثل تيوتيهواكان وتشولولا وتينوتشيتلان. كان يطلق على سكان تولا اسم تولتيك، ولكن تم توسيع هذا المصطلح لاحقا ليعني سكان الحضر أو الحرفيين. وكان هذا بسبب التبجيل الذي أكنته شعوب وادي المكسيك للحضارات القديمة قبل الفتح الإسباني.
تقع بقايا المدينة القديمة في الجنوب الغربي من ولاية هيدالغو، على بعد 75 كم شمال مكسيكو سيتي.   وهي تقع في وادي نهر تولا، في الطرف الجنوبي من وادي مسكيتي في منطقة يسميها الهنود تيوتلابان (أرض الآلهة). يتراوح ارتفاع هذه المنطقة بين 2000 و 2200 متر فوق مستوى سطح البحر، ومناخها شبه جاف. لديها ثلاثة أنهار ومجاري مياه متدفقة، وأكبرها نهر تولا. هناك أيضًا عدد من الينابيع التي تتدفق خلال موسم الأمطار. 
يتكون الموقع الأثري الحديث من مركز تولا غراندي الشعائري، وهي منطقة تسمى تولا تشيكو ومتحف خورخي أكوستا (الذي سمي على أحد علماء الآثار في الموقع) وموقع غوادالوبي ماستاشي لمراقبة الشمس. تم تقسيم الدواخل إلى أقسام مختلفة ويحتوي على أحجار منحوتة وكذلك بقايا بشرية. يحتوي مركز الشمس أيضًا على عدد من القطع الأثرية وكذلك الملصقات وغيرها التي تشرح أهمية الموقع وعلاقته بباقي مدن وسط أمريكا. 
تقع المدينة بمحاذاة 17 درجة شرق الشمال الحقيقي، بشكل يشبه المباني في تيوتيهواكان.  يقع المركز الشعائري على قاعدة من الحجر الجيري، مع وجود حواف شديدة الانحدار من ثلاث جهات، ما يسهل الدفاع عنها.  تعد صور الحرب والتضحية من المواضيع البارزة في الموقع بصور تمثل المحاربين مثل اليغور والذئاب وكذلك النسور التي تأكل القلوب البشرية. هناك أيضًا صور لأفاعي تلتهم هياكل وجماجم في مناطق مختلفة.   يوجد في المنطقة الشعائرية الرئيسية عدد من الابتكارات المعمارية التي قد تشير إلى وجود تغيرات في المجتمع. تستوعب مساحة الساحة المركزية الكبيرة نحو 100,000 شخص. تشير البنية إلى تغيير من الشعائر من الطقوس التي أداها عدد قليل من الناس في أماكن مغلقة إلى احتفالات كبيرة يراها الكثيرون. 
أهم الآثار في هذا الموقع هو الهرم ب ويسمى هرم كيتزالكواتل أو نجم الصباح. وهو بناء من خمس طبقات مشابه لمعبد المحاربين في تشيتشن إيتزا. توجد في أعلاه أربعة أعمدة ضخمة منحوتة على شكل محاربي التولتك والتي كانت تدعم سقف المعبد أعلى الهرم. صنعت تماثيل المحاربين من البازلت وترتفع أربعة أمتار، مع رمح وبخور وصفيحة على شكل فراشة ولوحة خلفية على شكل قرص شمسي.  هناك دهليز كبير يقابل الهرم ويربطه بالمباني القريبة. يُعرف المبنى ج باسم القصر المحروق، وذلك لوجود دليل على أنه تم حرقه. يحيط بهذا الهرم أيضًا جدار كواتيبانتلي أو جدار الثعبان، والذي كان مصدر إلهام لهيكل مماثل في تينوتشيتلان.

## التاريخ

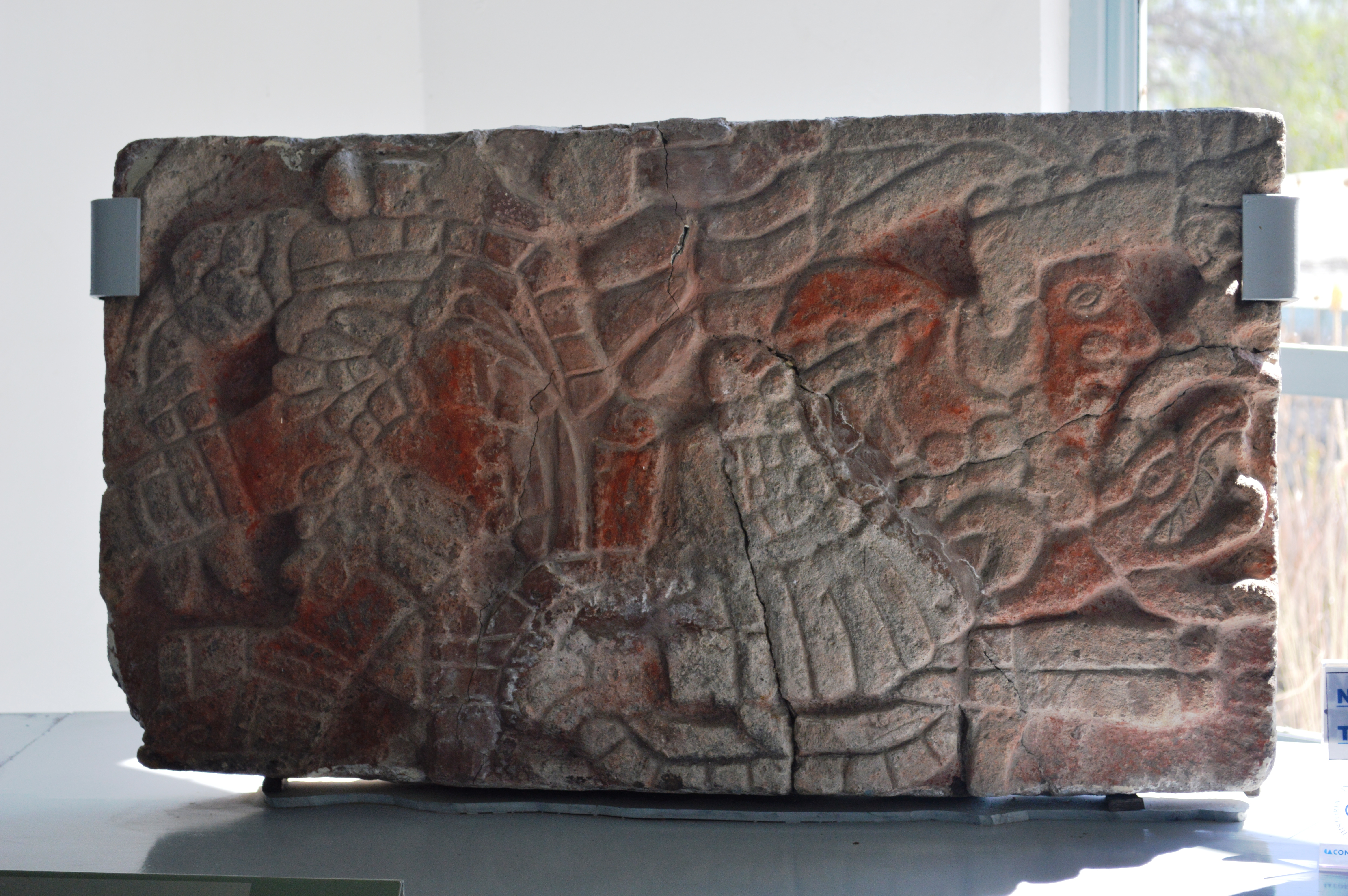
نقش لحاكم تولتيك في مركز غوادالوبي ماستاتشي

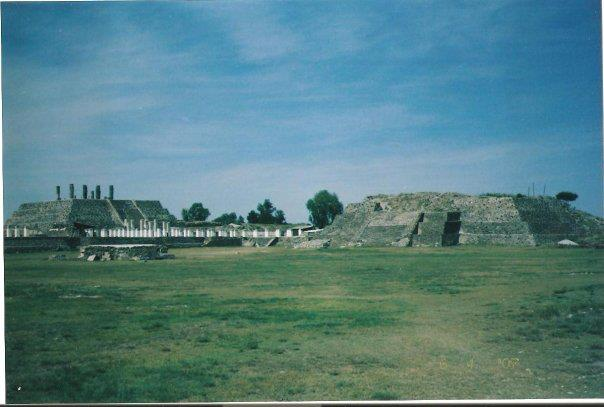
منظر من الجانب الغربي من أنقاض تولا دي أليندي

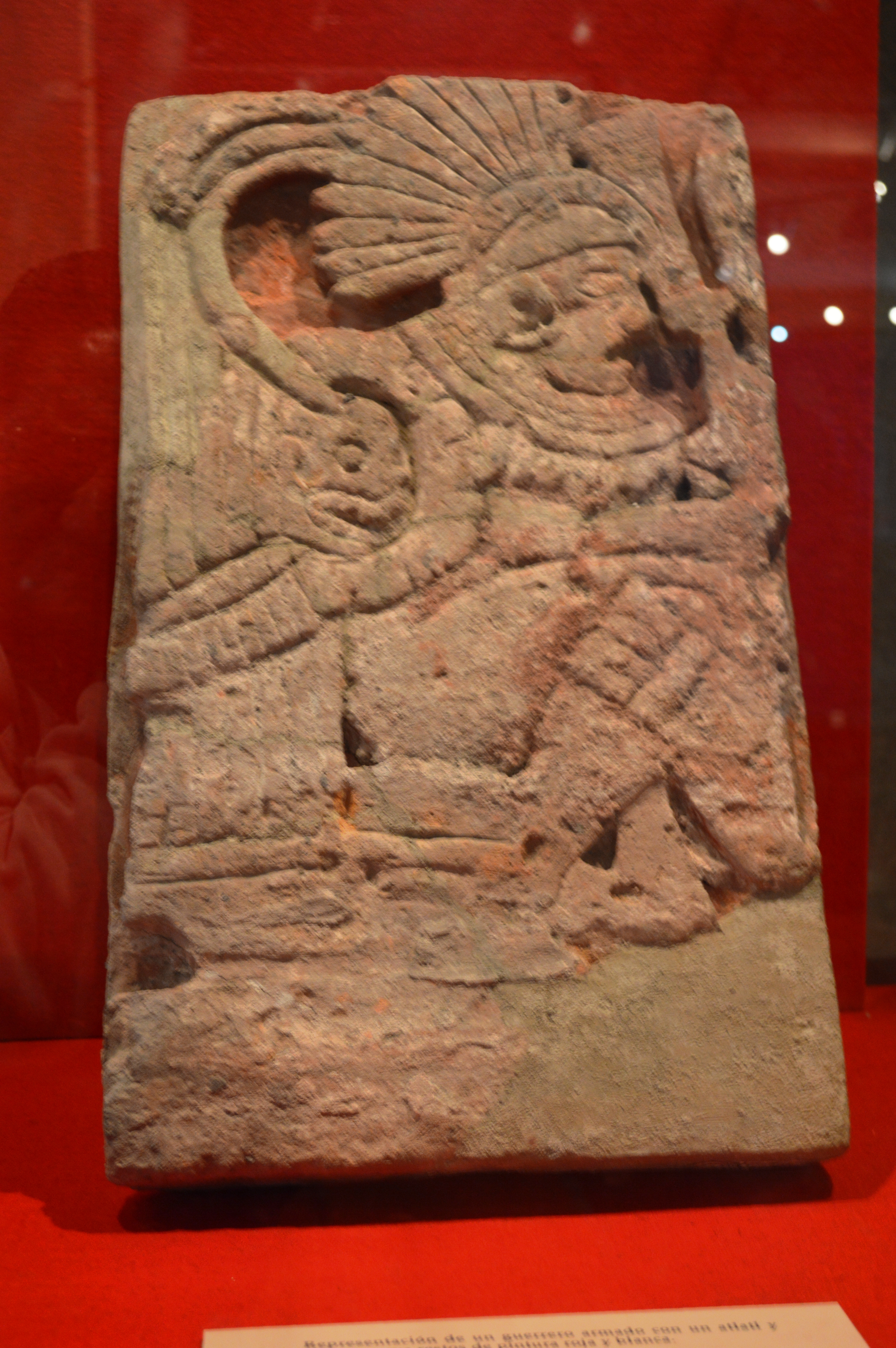
نقش لمحارب من التولتك مع رمح والسهام

ظهرت أقدم مستوطنة واضحة الملامح في منطقة تولا حوالي العام 400 قبل الميلاد، ويحتمل أنها كانت مسكونة من قبل العديد من القبائل الهندية. ويحتمل أنها كانت المنطقة تحت سيطرة مدينة تيوتيهواكان في الفترة بعد الكلاسيكية، وذلك بناء على تصميمات تيوتيهواكان الموجودة على فخار تولا. ربما كانت رواسب الجير في المنطقة مصدرا هاما للجص المستخدم في البناء.  في هذا الوقت، كانت تولا مستوطنة حضرية صغيرة ذات بنية عامة متواضعة تتركز في تولا تشيكو (تولا الصغرى). تعتبر الأبنية في نولا تشيكو أصغر من تلك الموجودة في المواقع الأخرى من الفترة بعد الكلاسيكية، وربما كان لها دور بسيط في سياسة واقتصاد المنطقة في ذلك الوقت.  يحتمل أن تولا تشيكو كانت مسكونة بين عامي 650 إلى 900 ميلادي، حيث تطورت بعد عام 650، وامتدت مساحتها من خمسة إلى ستة كيلومتر مربع، وربما تكون أجزاء منها مدفونة تحت تولا غراندي.  كان عدد السكان في أوجها يتراوح ما بين 19,000 و 27,000 نسمة.  تم التخلي عن تولا تشيكو بين 850 و 900 قبل الميلاد، وبدأت تولا غراندي (تولا الكبرى) في التطور.  حدث فراغ في السلطة بعد تراجع تيوتيهواكان حيث سيطرت المدن على المناطق الصغيرة.  تغيرت منحوتات الخزف في تولا خلال هذه الفترة وشهدت تأثيرات جديدة، كما تغيرت أنماط الاستيطان في المنطقة، حيث كانت أغلب المستوطنات على قمم التلال. تظهر أن الهندسة المعمارية والفخار شهدت تأثيرًا من الغرب والشمال، مع وجود بعض التأثير من الشرق، ما يشير إلى وجود تعدد عرقي. 
زاد نفوذ المدينة بعد سقوط تيوتيهواكان ووصلت إلى أوجها بين عامي 900 و 1150.  أصبحت تولا غراندي أكبر من جميع المدن المعاصرة، إلا أنها لم تصل أبداً إلى حجم تيوتيهواكان.  غطت المدينة في ذروتها 14 كم مربع وبلغ عدد سكانها حوالي 60,000 نسمة مع نحو 20 ألف و 25 ألف في الألف كيلومتر مربع المحيطة بها، والتي يسيطر عليها مركز تولا غراندي الشعائري.  امتلكت تولا حصونا دفاعية في مناطق لاس راناس وتولوكيلا ضد قبائل تشيشيميكا.  يُعتقد أن نفوذها السياسي شمل معظم ولاية هيدالغو الحالية إلى وادي المكسيك، وربما إلى وادي تولوكا وباخيو. أغلب هذه المعلومات أتى من مقارنة الخزف ولكن هذا يمكن أن يشير إلى التأثير السياسي أو الاقتصادي. 
كانت تولا في ذلك الوقت منطقة خصبة وتقع بالقرب من مناجم حجر السبج وعلى طريق تجاري مهم. قاعدتها الاقتصادية كانت الزراعة والتعدين وصناعة السبج. يبدو أن حوالي نصف السكان عملوا في صناعة السبج، إلى جانب أعمال الحجر الجيري والخزف. 
يُعتقد أن الاقتصاد الاجتماعي لمجتمع تولا تكون من نخبة حاكمة وطبقة الحرفيين وطبقة التجار وعدد كبير من عمال المزارع. وجدت دلائل على زراعة الفلفل الحار والقطيفة والقرع والماغي مع الذرة والبقوليات. كما كانوا يحصدون عددا من النباتات البرية بما في ذلك حبوب المسكيت وفاكهة الصبار. كما يظهر أنهم استأنسوا الديك الرومية والكلاب.  كانت الذرة المروية أهم المحاصيل التي تمت زراعتها على مدى 3,000 إلى 10,000 هكتار. وقد لمحت الأبحاث إلى أن المنطقة ربما تلقت كمية من الأمطار خلال الفترة الكلاسيكية أكثر من الحاضر والتي قد سمحت بمزيد من الإنتاج الزراعي على نطاق واسع دون الحاجة للري. 
من المحتمل أنهم امتلكوا نظام كتابة هيروغليفي، لكن لا يوجد أدلة على ذلك سوى حروف رسومية متناثرة على بعض الأبنية. 
لم يطل بقاء تولا مثل سلالات أمريكا الوسطى الأخرى، وشهدت المدينة مشاكل حوالي العام 1000، كانت هناك مشاكل ناجمة عن تعرية التربة والجفاف. انتقل شعب تشيتشيميكا جنوبا من أوطانهم الجافة، وهو ما خلق الصراع العرقي الذي أدى في النهاية إلى انهيار المدينة. يبدو أن العديد من الأحياء تم هجرها بحلول العام 1150. ومن غير المعروف متى سقط المركز الشعائري، ولكن تم حرقه وتدمير الأهرامات.  هناك دليل على احتراق المركز الشعائري في القرن الثاني عشر.  تذكر الحكايات الشعبية حكايات عن تاريخ وحكامها، وتم وضع تاريخ دمار تولا حوالي العام 1179 في حكم الملك سي أكاتل توبيليتزين، لكن هذه القصة موضع خلاف بين المؤرخين. 
تم نهب الموقع، ولكنه ظل مسكونا حتى فترة الاستعمار الإسباني.  ذكر المؤرخ برناندينو دي ساهايغون، فقد ظل الحرفيون يسكنون تولا في زمن الفتح، بما في ذلك الكتبة وقاطعي الحجارة والبنائين وعمال الريش والخزافين وغيرهم. 
تم تحديد موقع تولا وشعب تولتك بعد الدراسات التي أجريت على الجغرافيا العرقية والآثاؤر من الخمسينيات إلى السبعينيات.  ومع ذلك، فلم يتم فهمها بشكل جيد، خاصة فيما يتعلق بسابقتها تيوتيهواكان، ولم يتم نشر الكثير الأبحاث عنها.  لا توجد خريطة أثرية مفصلة للمدينة.  معظم الدراسات تشير إلى أنها بقيت بعد انهيار تيوتيهواكان لتصبح القوة الرئيسية في المرحلة ما بعد الكلاسيكية، ولكن بعض علماء الآثار يعارضون ذلك، ويرون أنها وصلت ذروتها في وقت مبكر مع المدن الأخرى.  هناك عدة مفاهيم خاطئة حول المدينة، مثل عدم احتوائها على نظام طرق، وكونها فقيرة نسبيًا، ولم تكن لأبنيتها أسوار واحتوت فقط على مجموعات صغيرة من التلال. اكتشفت تجمعات سكنية كبيرة خارج مركز الاحتفالات. كما امتلكت النخبة أيضًا العديد من الأدوات النفيسة والتي كانت متوفرة في أمريكا الوسطى. لكن النظام السياسي في المدينة لا يزال مجهولا.

## تأثير تولا
هناك أدلة على انتشار تأثير تولا في أجزاء أخرى من أمريكا الوسطى، ويظهر معظمها في صناعة الفخار في تولا وفي مناطق أخرى.  وأحد أهم الأسئلة هو ماهية العلاقة بين تولا وتشيتشين إيتزا البعيدة والواقعة إلى الجنوب في شبه جزيرة يوكاتان. تأتي هذه الفكرة من وجود أوجه تشابه في مختلف أساليب الفن والمعمار. من المؤكد أنه لم تتمكن أي منهما من التغلب على الأخرى، لكن هناك ربما توجد أدلة على وجود صلات تجارية. 
مع قدوم الإسبان، كان الإله كيتزالكواتل معبودا على أغلب مناطق وسط المكسيك وصولاً إلى أمريكا الوسطى. يرتبط الإله بحاكم تولا الأسطوري، سي أكاتل كيتزالكواتل، وتروى الأساطير عن سقوط تولا كيف أن هذا الحاكم استسلم لإغراء إله الظلام تيزكاتليبوكا، مما تسبب في تدمير المدينة. رحل الحاكم بعد ذلك إلى ساحل الخليج وضحى بنفسه ليصبح نجم الصباح (الزهرة). 
ظل تاريخ المدينة مهمًا من خلال عهد إمبراطورية الأزتك وورد في المخطوطات المكتوبة بعد الفتح الإسباني، لكن معظم هذه القصص مثقل بالأساطير.  وأغلبها يبدأ مع شعب تولتك ومدينة تولا، وتليها هجرة شعب ميشيكا إلى وادي المكسيك.  تصور القصص تولا كجنة يتقن فيها السكان العلوم والفنون أو مدينة مليئة بالصراعات تتجه نحو السقوط. 
ضاع أغلب تاريخ التولتك عندما أحرق إزكواتل كتب التاريخ بعد تأسيسه إمبراطورية الأزتك. اعتمد بعض حكام الأزتك تخطيط تولا لبناء مراكزهم الحضرية. 